# Vikingská válečnice z Birky

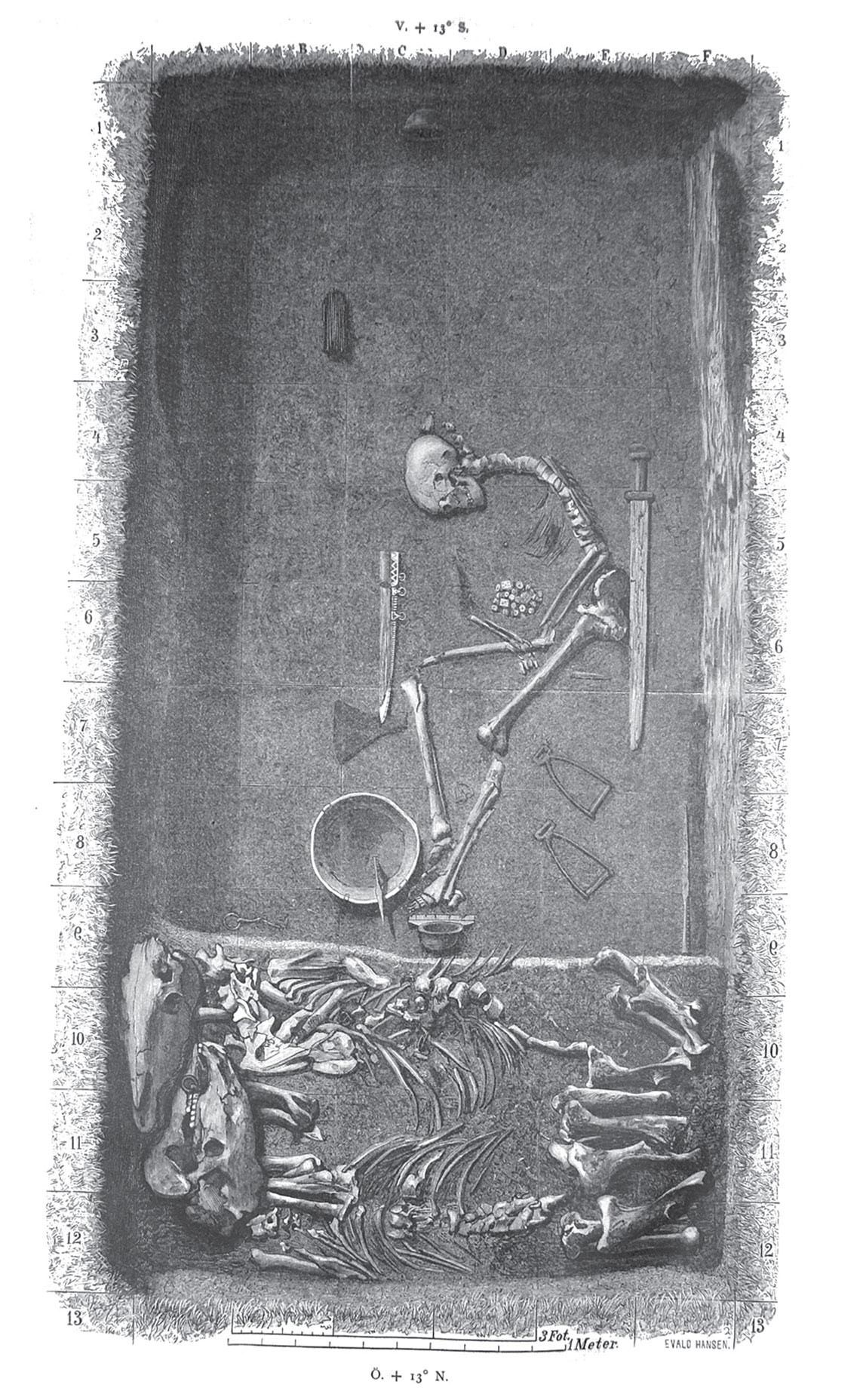
Nákres hrobu Bj 581, Birka, Švédsko, publikovaný roku 1889

Vikingská válečnice z Birky je pohřeb vikingské ženy s výbavou elitního vikingského bojovníka z 10. století objevený v 70. letech 19. století v Birce ve Švédsku. Při svém objevu byl hrob považován za pohřeb muže, ovšem osteologická analýza i studie DNA provedená v roce 2017 prokázaly, že ostatky z hrobu patří ženě. Závěry studie uvádí, že artefakty s nimiž byla žena pohřbena svědčí o jejím postavení válečnice. Někteří archeologové a historici však tento závěr zpochybnili jako předčasný a tvrdí, že artefakty samy o sobě nestačí jako důkaz, že by ve vikingské patriarchální společnosti existovaly ženy-bojovnice.

## Archeologické záznamy

### Původní výkop
Švédský archeolog Hjalmar Stolpe vykopal v 70. letech 19. století během svého archeologické výzkumu na vikingské lokalitě Birka ležící na ostrově Björkö pohřební komoru válečníka. Hrob byl zdokumentován pod označením Bj 581 a byl považován za typický hrob válečníka z vikingského období. Hrob byl označen velkým kamenem a nacházel se na vyvýšené terase v přímém sousedství s vojenskou posádkou. Pohřební komora byla vyložena dřevem a měla rozměry 3,45 × 1,75 m. Tělo bylo nalezeno zhroucené z původní pozice v sedě, oblečena byla do hedvábí zdobeného stříbrnou nití. Mezi pohřební výbavou byl meč, sekera, kopí, průbojné šípy, nůž, dva štíty a také ostatky dvou koní, jedné klisny a jednoho hřebce. Po více než 100 let byly ostatky považovány za mužské a válečník býval přirovnávám k postavě ze třetího dějství opery Valkýra od Richarda Wágnera, Jízdy valkýr.

### Opětovná analýza kosterních pozůstatků
Již studie ze 70. let 20. století zpochybnila původní domněnku, že se jedná o mužskou kostru. Osteologická analýza pánevních kostí a dolní čelisti bioarcheoložkou Annou Kjellströmovou ze Stockholmské univerzity poskytla důkazy o tom, že se jedná o kostru ženy. Jiní archeologové však zůstávali k výsledkům skeptičtí s tím, že od objevu uplynulo více než sto let a tak existuje možnost, že kosti byly již dříve nesprávně označeny nebo možná i smíchány s kostmi z jiných blízkých hrobů.
Studie Charlotte Hedenstierna-Jonsonové publikovaná v roce 2017 si povšimla dříve uveřejněné analýzy Kjellströmové, která vyvolala otázky týkající se role pohlaví u vikingských válečníků. Tým Hedenstierna-Jonsonové extrahoval DNA ze vzorků odebraných ze zubu a pažní kosti osoby pohřbené v Bj 581. Podle této analýzy se prokázalo, že se ve vzorcích nachází dva chromozomy X a chromozom Y chybí.
Stejná studie analyzovala také izotopy stroncia v kosterních ostatcích, aby tak určila geografický profil daného jedince. Tato analýza prokázala souvislost se současnými lidmi, kteří žijí v oblastech, které kdysi patřili k územím pod vlivem Vikingů. Tyto výsledky však vyvolaly otázku, zda daná osoba se v Birce narodila, či se tam usadila později.

## Kontroverze
Vědci se však v interpretaci tohoto archeologického nálezu rozchází. Se závěry obou uvedených studií nesouhlasí například profesorka vikingských studií Judith Jeschová, která tvrdí, že od doby objevu mohly být kosti smíchány z několika hrobů, že přítomnost hrací sady není dostatečným důkazem a že nebyly dostatečně zohledněny další důvody, proč mohlo ženské tělo skončit v hrobce válečníka.